# Вечное сияние чистого разума
«Ве́чное сия́ние чи́стого ра́зума» (англ. Eternal Sunshine of the Spotless Mind) — романтическая драма с элементами фантастики, снятая Мишелем Гондри по сценарию Чарли Кауфмана в 2004 году. Фильм удостоен «Оскара» за лучший оригинальный сценарий. Один из немногих фильмов, где Джим Керри занят не в комедийном амплуа.

## Сюжет
Теглайн: «Можно стереть любовь из памяти. Выкинуть из сердца — это уже другая история.»
В День святого Валентина Джоэл Бериш (Джим Керри), как обычно, собирается идти на работу, но в последнюю минуту, стоя на вокзале Лонг-Айленда, решает, что необходимо сменить маршрут. Возвращаясь поездом из Монтока в Роквилль-Центр, он знакомится с синеволосой девушкой Клементиной Кручински (Кейт Уинслет). Общаясь, они понимают, что имеют очень много общих фактов из биографии. К примеру, Джоэл очень часто ходит в книжный магазин, в котором Клементина работает кассиршей. Далее действие переносится в недалёкое прошлое.
Джоэл, мечтательный меланхолик, встречает весёлую и жизнерадостную Клементину. Их жизнь — это фейерверк ярких событий, но постепенно отношения начинают портиться и после крупного скандала Клементина уходит от Джоэла. Через некоторое время Джоэл приходит к ней в магазин, чтобы извиниться, но к его удивлению Клементина не узнаёт его, а мило беседует с неким Патриком, обращаясь к Джоэлу как к незнакомцу. Этот факт очень удивляет Джоэла, пока их общие с Клементиной друзья не показывают ему карточку-извещение из некой фирмы «Лакуна», на которой написано, что Клементина «стёрла» Джоэла из своей памяти и их просят не упоминать его имя в её присутствии. Джоэл выясняет, что фирма «Лакуна» действительно предоставляет услуги по стиранию некоторых воспоминаний и что Клементина действительно стёрла всю память о нём, не в силах перенести разрыв. Утром 12 февраля Джоэл приезжает в «Лакуну» (компания «Lacuna Inc.» названа так неспроста. Lacuna в переводе с латинского обозначает пробел или пропуск), чтобы ответить Клементине тем же самым и стереть все воспоминания о ней. Врач Говард Мерзвияк (Том Уилкинсон) составляет карту воспоминаний Джоэла, для чего тот приносит совершенно все предметы из своего окружения, которые хоть как-то напоминали бы ему о Клементине. Составив карту воспоминаний, Джоэла отпускают домой ожидать прихода техников, Стэна (Марк Руффало) и Патрика (Элайджа Вуд), которые в домашних условиях должны будут произвести процедуру стирания воспоминаний. Следуя инструкциям, Джоэл выпивает специальное лекарство, которое его усыпляет, чтобы он не запомнил техников-стирателей.
В своём подсознании Джоэл активно сопротивляется стиранию воспоминаний, которые как в кино прокручиваются одно за другим у него в голове, вызывая ностальгию и грусть. Джоэл переживает одно за другим романтические свидания с Клементиной, которая в его подсознании активно помогает ему бороться со стиранием, она преследует его в воспоминаниях и даже сподвигает на некоторые уловки. А пока идёт процесс стирания воспоминаний, из диалога Патрика и Стэна становится понятно, что Патрик, с которым разговаривала Клементина в магазине, когда туда пришёл Джоэл, это один из техников — когда он проводил аналогичную процедуру стирания над Клементиной, то влюбился в неё. Позже к ним присоединяется Мэри (Кирстен Данст) — секретарша доктора Мерзвияка. Внезапно Патрику звонит взволнованная Клементина и просит срочно приехать к ней. Он срывается и оставляет Стэна с Мэри в квартире Джоэла. Приехав к Клементине, Патрик узнаёт, что сплоховал — начав роман с Клементиной, он не нашёл ничего лучше, как использовать для этого принесённые Джоэлом в «Лакуну» вещи, которые у него ассоциировались с Клементиной. Однако у Клементины карта тех же самых воспоминаний о Джоэле была составлена по другим предметам, из-за чего у девушки начинается пугающее её чувство дежавю, и она на грани разрыва с Патриком.
Мэри и Стэн уединяются и в итоге не замечают, что процесс стирания воспоминаний пошёл не по плану — Джоэлу удаётся перенести Клементину в свои детские воспоминания, из которых её невозможно стереть, потому что эти воспоминания не входят в составленную карту. Как только Стэн обнаруживает проблему, он немедленно вызывает доктора Мерзвияка. Тот приезжает, и наконец проблема устраняется, все следы воспоминаний о Клементине стёрты из мозга Джоэла. Стэн выходит из комнаты, оставляя Мэри и доктора Мерзвияка наедине. Мэри признаётся в любви доктору, однако тот просит её не озвучивать больше никаких признаний, но она целует его в губы, и свидетельницей их близости случайно становится жена доктора, которая видела всё это через окно. Мэри извиняется перед женой доктора, однако та поступает неожиданно и просит Мерзвияка во всём сознаться. Выясняется, что Мэри не впервые пытается сблизиться с доктором, они были любовниками, но тот не развёлся с женой, и она также подвергалась стиранию воспоминаний о её чувствах к нему. Мэри понимает, что даже технология «Лакуны» не способна стереть из памяти такую вещь, как любовь.
День святого Валентина. Клементина, собираясь поехать к Джоэлу, зашла к себе в дом за зубной щёткой и нашла свой конверт от Мэри, в котором была аудиокассета с записью её голоса и все подробности по делу о стирании воспоминаний, связанных с ней. Джоэл слышит её признание, оно было сделано в довольно резких тонах, просит Клементину оставить его и уезжает, расстроенный гневными словами Клементины в свой адрес, считая, что всё это какая-то нелепая и грубая шутка. Клементина дослушивает плёнку дома и приходит к выводу, что у них был роман. Клементина в итоге решает извиниться перед ним, входит в его квартиру в тот момент, когда он прослушивает точно такую же кассету со своим признанием. Прослушав плёнку с признанием Джоэла, в котором он раскрыл все её пороки и негативные стороны, она понимает, что конец их романа был довольно печален, раз Джоэл позволил себе высказываться подобным образом. Столкнувшись с тем, что были безумно влюблены, а потом не смогли вытерпеть друг друга, Клементина и Джоэл решают начать всё с начала.

## В ролях
| Актёр         | Роль                   |
| ------------- | ---------------------- |
| Джим Керри    | Джоэл Бериш            |
| Кейт Уинслет  | Клементина Кручински   |
| Элайджа Вуд   | Патрик                 |
| Кирстен Данст | Мэри Свиво             |
| Марк Руффало  | Стэн                   |
| Том Уилкинсон | доктор Говард Мерзвияк |
| Дэвид Кросс   | Роб                    |
| Джейн Адамс   | Кэрри                  |

## Название
В российский прокат фильм вышел под названием «Вечное сияние страсти». Однако позднее издания картины на DVD и VHS были выпущены под заголовком «Вечное сияние чистого разума».
Оригинальное название фильма «Eternal Sunshine of the Spotless Mind» представляет собой цитату из поэмы Александра Поупа «Элоиза Абеляру» (1717). Соответствующее четверостишие из поэмы цитируется в фильме:

How happy is the blameless vestal’s lot!
The world forgetting, by the world forgot.
Eternal sunshine of the spotless mind!
Each pray’r accepted, and each wish resign’d…
По-русски стихотворение публиковалось в переводе Д. Веденяпина:

О, как светла судьба невест Христовых!
Земных забот ниспали с них оковы!
Невинностью лучатся их сердца,
Молитвы их приятны для Творца.
И как оно звучит в русской версии фильма:

Как счастливы невест Христовых свиты! -
Забыв о мире, миром позабыты
Струит их разум чистоты сияние.

Молитвы приняты — усмирены желания…

## Критика
Большинство рецензентов приняли фильм тепло, отметив, что традиционные для сценариев Кауфмана зигзаги повествования в данном случае вовсе не произвольны, а искусно закручены вокруг «эмоционального центра» (так выразился Роджер Эберт). Дж. Хоберман назвал «Вечное сияние» наиболее закрученной романтической комедией по поводу амнезии, хотя она и напомнила ему более ранние опыты Алена Рене в этом роде. С ним согласился Дж. Розенбаум, который поставил фильму высший балл: «в отличие от более ранних работ Кауфмана, это не аттракцион в парке развлечений, о котором забываешь, как только он заканчивается». В списке, составленном Ассоциацией кинокритиков Лос-Анджелеса с целью выявить десять лучших фильмов первого десятилетия XXI века, фильм «Вечное сияние чистого разума» занял третье место.
В то же время «патриарх» американской киножурналистики Эндрю Саррис был разочарован отсутствием «химии» между исполнителями главных ролей. Ему показалось, что Уинслет играет роль, предназначенную для обычно бойкого Кэрри, а Кэрри — роль, предназначенную для Уинслет, долгое время специализировавшейся на ролях недотрог. Андрей Плахов осудил «вызывающе пошлое название» «очередной псевдоинтеллектуальной мульки» Кауфмана, прообразом которой, по его мнению, служит «шизотриллер» Кристофера Нолана «Помни».

## Награды и номинации

### Награды
- 2005 — Премия «Оскар»
  - Лучший оригинальный сценарий — Чарли Кауфман, Мишель Гондри, Пьер Бисмут
- 2005 — Премия «Сатурн»
  - Лучший научно-фантастический фильм
- 2005 — Премия BAFTA
  - Лучший монтаж — Валдис Оускарсдоуттир
  - Лучший оригинальный сценарий — Чарли Кауфман
- 2005 — Премия Брэма Стокера
  - Сценарий — Чарли Кауфман, Мишель Гондри, Пьер Бисмут
- 2005 — Премия Национального совета кинокритиков США
  - Лучший сценарий — Чарли Кауфман
  - Специальное упоминание

### Номинации
- 2005 — Премия «Оскар»
  - Лучшая актриса — Кейт Уинслет
- 2005 — Премия «Сатурн»
  - Лучший актёр — Джим Керри
  - Лучшая актриса — Кейт Уинслет
- 2005 — Премия «Сезар»
  - Лучший зарубежный фильм — Мишель Гондри
- 2004 — «Премия Европейской киноакадемии»
  - Награда «Screen International» — Мишель Гондри
- 2005 — Премия «Золотой глобус»
  - Лучший мюзикл/комедия
  - Лучший сценарий — Чарли Кауфман
  - Лучший актёр мюзикла/комедии — Джим Керри
  - Лучшая актриса мюзикла/комедии — Кейт Уинслет
- 2005 — Премия «Грэмми»
  - Лучший альбом-саундтрек — Джон Брайон
- 2005 — Премия «Хьюго»
  - Лучшая постановка

## Саундтрек
| №   | Название                                               | Автор(ы)       | Исполнитель              | Длительность |
| --- | ------------------------------------------------------ | -------------- | ------------------------ | ------------ |
| 1.  | «Theme»                                                | Джон Брайон    |                          | 2:24         |
| 2.  | «Mr. Blue Sky»                                         | Джефф Линн     | Electric Light Orchestra | 3:25         |
| 3.  | «Collecting Things»                                    | Джон Брайон    |                          | 1:13         |
| 4.  | «Light & Day»                                          | Tim DeLaughter | The Polyphonic Spree     | 3:02         |
| 5.  | «Bookstore»                                            | Джон Брайон    |                          | 0:52         |
| 6.  | «It’s the Sun (KCRW Morning Becomes Eclectic Version)» | Tim DeLaughter | The Polyphonic Spree     | 5:33         |
| 7.  | «Wada Na Tod»                                          | Rajesh Roshan  | Лата Мангешкар           | 5:54         |
| 8.  | «Showtime»                                             | Джон Брайон    |                          | 0:55         |
| 9.  | «Everybody’s Gotta Learn Sometimes»                    | Jamie Warren   | Бек                      | 5:54         |
| 10. | «Sidewalk Flight»                                      | Джон Брайон    |                          | 0:31         |
| 11. | «Some Kinda Shuffle»                                   | Дон Нельсон    | Дон Нельсон              | 2:10         |
| 12. | «Howard Makes It All Go Away»                          | Джон Брайон    |                          | 0:14         |
| 13. | «Something»                                            | Richie Eaton   | The Willowz              | 2:23         |
| 14. | «Postcard»                                             | Джон Брайон    |                          | 0:23         |
| 15. | «I Wonder»                                             | Richie Eaton   | The Willowz              | 2:56         |
| 16. | «Peer Pressure»                                        | Джон Брайон    |                          | 1:12         |
| 17. | «A Dream Upon Waking»                                  | Джон Брайон    |                          | 3:36         |
| 18. | «Strings That Tie to You»                              | Джон Брайон    |                          | 3:36         |
| 19. | «Phone Call»                                           | Джон Брайон    |                          | 1:03         |
| 20. | «Nola’s Bounce»                                        | Дон Нельсон    | Дон Нельсон              | 1:56         |
| 21. | «Down the Drain»                                       | Джон Брайон    |                          | 0:56         |
| 22. | «Row»                                                  | Джон Брайон    |                          | 0:59         |
| 23. | «Drive In»                                             | Джон Брайон    |                          | 2:19         |
| 24. | «Main Title»                                           | Джон Брайон    |                          | 1:23         |
| 25. | «Spotless Mind»                                        | Джон Брайон    |                          | 1:12         |
| 26. | «Elephant Parade»                                      | Джон Брайон    |                          | 0:26         |